# 아시아푸른숲전갈
아시아푸른숲전갈(영명: Asian blue forest scorpion)은 인도네시아, 보르네오, 필리핀 등의 지역에서 사는 전갈이다. 주로 열대우림의 쓰러진 나무나 돌 밑에서 발견된다. 대한민국의 애완동물 시장에서는 뉴기니블랙, 뉴기니검은숲전갈로 잘못 알려졌으며, 파푸아뉴기니에는 서식하지 않는다.

## 형태
몸길이는 11~15cm이고 몸은 푸른빛이 감도는 짙은 검은색이며 거칠다.

## 독
독은 치료하지 않으면 몇 시간 동안 고통을 줄 정도로 위험하다. 그러나 그 이후의 결과는 없다. 그러나 이형전갈속의 다른 종들과 함께 잘 알려진 애완용 전갈이기도 하다.